# Oberharz

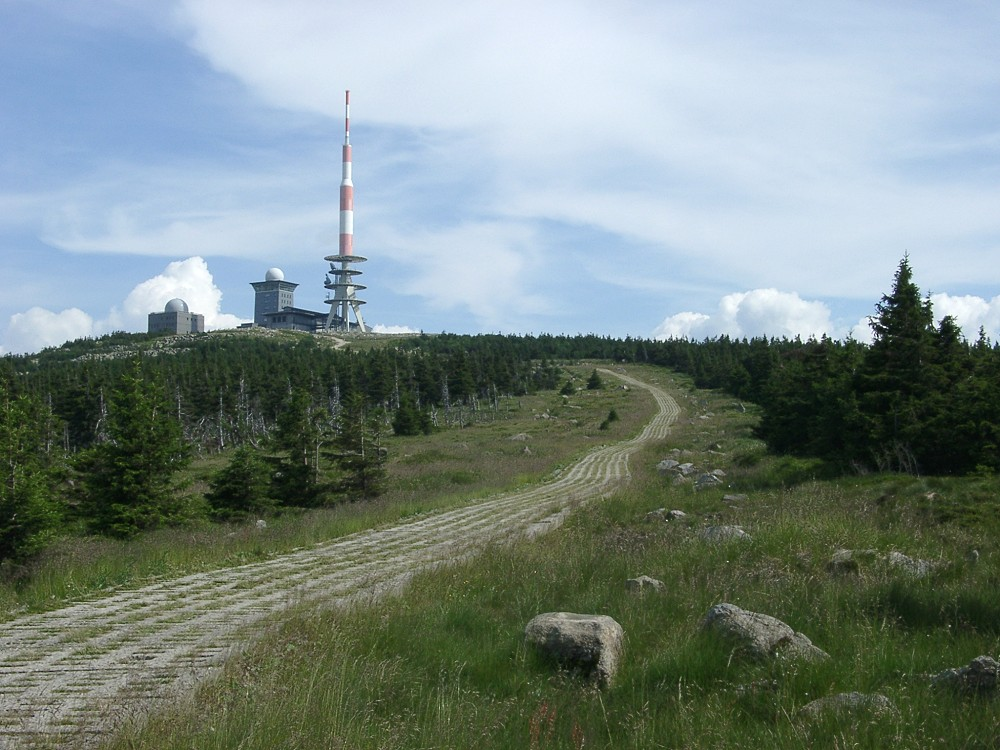
Brockens topp, högsta punkten i Oberharz.

Oberharz är ett område i Landkreis Goslar i nordvästra Tyskland i bergstrakten Harz. En stor del av Oberharz ligger på en höjd över 800 meter och i de östra delarna, Hochharz, stiger Brockenmassivet till en höjd över 1100 meter.